# Sarina Paris (album)
Sarina Paris è l'album di debutto della cantante canadese Sarina Paris, pubblicato il 22 maggio 2001 per le etichette Playland Records e Priority Records e distribuito dalla EMI.
L'album contiene, tra le altre tracce, i singoli Look at Us e Just About Enough e una cover del celebre brano True Colors di Cyndi Lauper.

## Tracce
CD (Priority 50175)
1. Look at Us – 3:29 (Charlie Marchino)
2. You – 3:52 (Charlie Marchino)
3. So I Wait – 3:01 (Charlie Marchino)
4. Just About Enough – 3:44 (Charlie Marchino)
5. Love in Return – 3:08 (Charlie Marchino)
6. True Colors – 3:28 (Tom Kelly, Charlie Marchino, Billy Steinberg)
7. Angel – 3:26 (Sarina Paris, Claudio Rossi)
8. Dreamin' of You – 3:14 (Charlie Marchino)
9. The Single Life – 3:32 (Charlie Marchino)
10. True Love – 3:19 (Charlie Marchino)
11. Romeo's Dead – 3:14 (Charlie Marchino)
12. All in the Way – 3:50 (Charlie Marchino)
13. I Love You – 6:20 (Tom Kelly, Billy Steinberg)

Durata totale: 47:37

## Classifiche
| Classifica (2001) | Posizione raggiunta |
| ----------------- | ------------------- |
| Stati Uniti       | 167                 |